# Gråta med ett leende
Gråta med ett leende (originaltitel: Mar Adentro, vilket betyder "havet inombords") är en spansk-fransk-italiensk film från 2004. Den är baserad på en sann historia.

## Handling
För trettio år sedan bröt Ramón nacken i en dykolycka vilket resulterade i en förlamning från nacken och nedåt. Han har legat sängbunden sedan dess. Önskan om självmord är ständigt närvarande men han kan inte själv ta sitt liv. 

## Om filmen
Filmen tar upp temat dödshjälp eftersom den paralyserade protagonisten inte kan ta sitt eget liv utan ber om hjälp att göra det.

## Rollista (i urval)
- Javier Bardem – Ramón Sampedro
- Belén Rueda – Julia
- Lola Dueñas – Rosa